# Le Canarien
Cet article possède un paronyme, voir canarien.

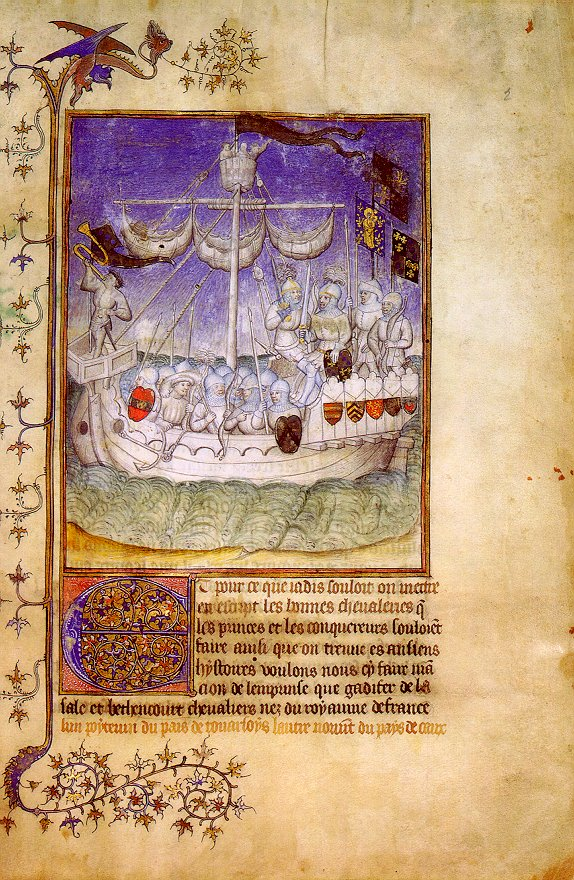
Gravure de l’expédition de Jean de Béthencourt et de Gadifer de la Salle à l’Ile de Lanzarote

Le Canarien est la chronique et le journal de campagne de l’expédition normande de 1402 aux îles Canaries de Jean de Béthencourt et de Gadifer de la Salle, écrite par les franciscains Pierre Bontier et Jean Le Verrier, chapelains qui ont accompagné l’expédition des capitaines Jean de Béthencourt et Gadifer de la Salle.

## Présentation
Ce document est la première documentation écrite sur la conquête des îles Canaries et la seule information disponible sur le mode de vie des Guanches, les habitants de Lanzarote et de Fuerteventura. On connaît deux versions de cette chronique : le codex Egerton 2709 du British Museum, à Londres et le codex Montruffet de la Bibliothèque municipale de Rouen.
Le codex Egerton 2709 qui aurait été commencé par Bontier et Le Verrier et continué par Gadifer de la Salle lui-même entre 1410 et 1420 défend clairement les positions de ce dernier comme responsable de la conquête ; il contient une enluminure montrant un des navires de l’expédition avec ses insignes au mât. Le codex Montruffet, avec de larges passages réécrits par un neveu de Jean de Béthencourt à son retour en 1490, apparemment sur la base du premier codex, présente une version différente des faits, en attribuant à ce dernier les succès de l’expédition.
Le codex Montruffet, plus complet, a été publié en 1630 par Pierre Bergeron, tandis que le codex Egerton, qui n’a été découvert qu’en 1888, a été édité pour la première fois en 1896 par Pierre Margry. L’original n’étant pas connu, l’établissement d’un texte réconciliant les deux éditions présente de grandes difficultés. Une édition très soignée et comparée en espagnol a été mise en œuvre par Elías Serra et Alexandre Cioranescu (La Laguna de Tenerife, Instituto de Estudios Canarios, Fontes rerum Canariarum, VIII, IX et XI, 1959-1965). Depuis, les années 60, des chercheurs canariens ont confronté et édité les deux manuscrits dans plusieurs publications successives,,,.

## Contenu
Jean de Béthencourt part du port de La Rochelle avec quelques seigneurs et compagnons normands, dont Gadifer de la Salle, seigneur gascon le 1er mai 1402. Après des étapes en Espagne à Vivero, au port de la Corogne et à Cadix où une partie de l'équipage s'enfuit, les navires atteignent en huit jours Graciosa, petite île située au nord de l’Ille Lancelot (actuellement Lanzarote) où Béthencourt fait ériger le château de Rubicon. Il y laisse Berthin de Berneval, seigneur cauchoix, et se rend avec Gadifer sur l’île d’Erbane ditte Fortaventure (actuellement Fuerteventura). Béthencourt repart pour l’Espagne afin d'obtenir renforts et  vivres, laissant Gadifer pour le suppléer. Les dissensions surgissent entre Normands et Gascons, attisées par la trahison de Berthin de Berneval et par la rancune de Gadifer, qui a exploré les iles de l'archipel, et regrette de n'être pas mieux gratifié de son administration, alors qu'il apprend que Béthencourt a obtenu d'Henri III, roi de Castille, la seigneurie des Canaries.
Béthencourt est de retour en 1405. Il explore l'archipel, se trouve emporté par une tempête vers le cap Bojador en Afrique. Il revient dans l'archipel dont il poursuit la colonisation, mais qu'il quitte définitivement le 15 décembre pour l'Espagne et l'Italie où il obtient la nomination d'un évêque pour son royaume dont il a confié la gestion à son neveu Maciot.
Le récit est écrit par les chapelains de Béthencourt, Philippe Bontier et Jean Le Verrier. Si le ton est à la célébration de la conversion des occupants de l'ile, présentée comme l'objectif de la conquête, le texte contient de nombreux détails sur les dissensions entre les conquérants, les combats contre les indigènes, et les iles explorées. On y trouve aussi un précis de catéchisme à l'usage des nouveaux convertis. La fin du récit évoque la vieillesse et la mort de Béthencourt, après la cession de son royaume à la Castille.